# فرودگاه آدیامان
فرودگاه آدیامان (به انگلیسی: Adıyaman Airport) (به زبان بومی: Adıyaman Havalimanı) یک فرودگاه همگانی با کد یاتا ADF است که یک باند فرود بتن دارد و طول باند آن ۲۵۰۳ متر است. این فرودگاه در شهر آدیامان کشور ترکیه قرار دارد و در ارتفاع ۶۷۵ متری از سطح دریا واقع شده‌است.

## شرکت‌های هواپیمایی و مقصدهای پروازی
| شرکت‌های هواپیمایی                  | مقصدهای پروازی |
| ---------------------------------- | -------------- |
| ترکیش ایرلاینز                     | آتاترک         |
| ترکیش ایرلاینز اجرا توسط آنادولوجت | اسن‌بوغا        |